# 张乐平旧居
张乐平旧居又稱张乐平故居，是画家张乐平的旧居，位於中華人民共和國上海市徐汇区五原路288弄3号，也是徐汇区文物保护单位。张乐平旧居建筑面积约244平方米，为二層里弄式花园洋房。张乐平旧居一楼为展厅，二楼为张乐平的画室、主卧室、子女房间等。张乐平旧居花园西南角矗立三毛雕塑。

## 歷史
张乐平旧居建于1930年代，1950年6月至1992年9月期間，张乐平在此居住。台灣女作家三毛來上海拜見张乐平時一度短暫住在該建築。张乐平去世後的一段時間內，张乐平三个子女仍住在二楼。
第三次全国文物普查期間，徐汇区當局認定张乐平的住所為不可移动文物。2008年12月8日，张乐平旧居揭牌。2015年，徐汇区當局從張樂平子女手中收購了张乐平旧居，並启动旧居改建。2016年2月6日，张乐平旧居對公眾开放。2016年5月，韩正來到张乐平舊居參觀。